# Konrad Granström
Nils Konrad Granström (ur. 21 października 1900 w Luleå, zm. 4 stycznia 1982 w Sztokholmie) – szwedzki gimnastyk. Złoty medalista olimpijski z Antwerpii.
Zawody w 1920 były jego jedynymi igrzyskami olimpijskimi. Triumfował w wieloboju drużynowym w systemie szwedzkim.